# Capo Carbonara
Capo Carbonara (in sardo Capu Crabonaxa) è un promontorio della Sardegna sud-orientale che delimita a est il golfo di Cagliari ed è famosa per essere il punto meno piovoso d'Italia.

## Descrizione
Si trova nel comune di Villasimius a circa 6 km a sud del paese. Il promontorio ha una lunghezza di circa 3,5 km e una larghezza massima di 1,8 km.

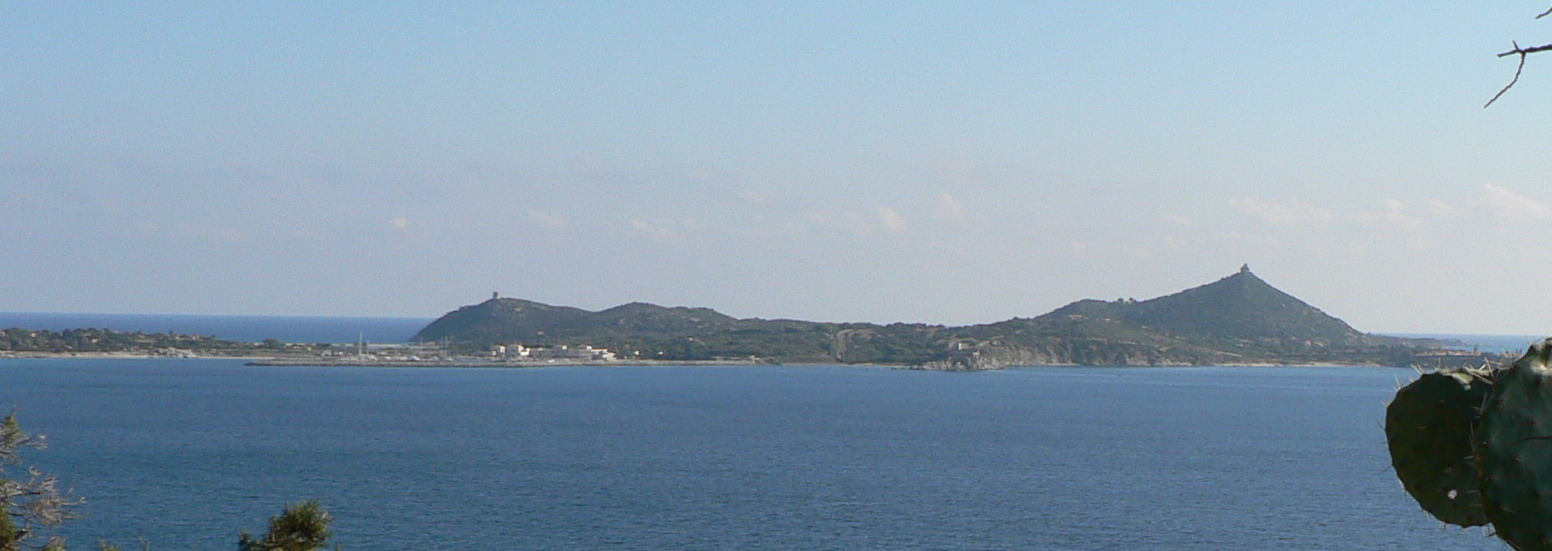
Capo Carbonara

Sui due lati del promontorio sono presenti diverse località turistiche: 
- sulla costa ovest: il porticciolo di Villasimius con la spiaggetta, i resti di un'antica fortezza con la torre vecchia, punta Santo Stefano che costituisce la propaggine più occidentale del promontorio e la frazione di Santa Caterina con la sua caletta;
- sulla costa est: la spiaggetta di Is traias, la spiaggia di porto Giunco, lo stagno di Notteri con i fenicotteri rosa, la torre di Porto Giunco e la spiaggetta di ciottoli di cava Usai (cava di granito dismessa negli anni cinquanta).

Sul promontorio si trovano inoltre una stazione meteorologica dell'Aeronautica Militare ed un faro di segnalamento.
Davanti a capo Carbonara, a circa 800 metri a sud-est, si trova l'isola dei Cavoli.
L'area marina antistante capo Carbonara, insieme con l'isola dei Cavoli e l'isola Serpentara, fanno parte dell'area naturale marina protetta Capo Carbonara.